# Myrmeleon fulgens
Myrmeleon fulgens är en insektsart som beskrevs av Palisot De Beauvois 1805. Myrmeleon fulgens ingår i släktet Myrmeleon och familjen myrlejonsländor. Inga underarter finns listade i Catalogue of Life.